# Miroslav Stiplovšek
Miroslav Stiplovšek, slovenski zgodovinar in univerzitetni profesor, * 18. julij 1935, Ljubljana, † 28. april 2025, Domžale
Osnovno šolo in nižjo gimnazijo je obiskoval v Domžalah, gimnazijo pa zaključil v Kamniku. Nato je na Filozofski fakulteti študiral zgodovino in študij zaključil 1960. Leta 1961 je postal asistent pri profesor Metodu Mikužu. Pri njem je leta 1966 doktoriral s tezo Dejavnost strokovnih organizacij na jugoslovanskem ozemlju Slovenije 1918–1922. Leta 1972 je bil izvoljen za docenta, 1976 za izrednega profesorja in 1981 za rednega profesorja. Upokojil se je leta 2002 in naslednje leto postal zaslužni profesor Univerze v Ljubljani (2003).
Proučeval je čas pred prvo svetovno vojno in slovensko zgodovino med prvo in drugo svetovno vojno, pri čemer se je ukvarjal zlasti s socialno zgodovino od druge polovice 20. stoletja do druge svetovne vojne ter s tem povezanim sindikalnim in delavskim gibanjem, z ustavnopravnim položajem Slovenije v Kraljevini SHS oz. Jugoslaviji in slovenskim prizadevanjem za avtonomijo v njej, pa tudi posamezne teme iz NOB in lokalne zgodovine domžalsko-kamniškega območja. 
Republika Slovenija mu je za življenjsko delo in pomemben prispevek k znanstvenoraziskovalnem in pedagoškem delu podelila Zlati red za zasluge (2006).
Bil je častni član Zveze zgodovinskih društev Slovenije in Zgodovinskega društva Ljubljana.
V letih 1965–69 je bil poslanec prosvetno kulturnega zbora skupščine Socialistične republike Slovenije. V Domžalah je bil aktiven v kulturnih in političnih organizacijah. Za svoje delo v lokalni skupnosti je bil imenovan za častnega občana občine Domžale. Bil je tudi aktiven član stanovskih društev zgodovinarjev. Ob njegovi 70-letnici je izšel Stiplovškov zbornik (ur. Dušan Nećak, 2005).

## Monografije
- Šlandrova brigada, 1971
- Kamniško okrožje v narodnoosvobodilnem boju 1941-1945 : problematika virov in literature, obsega in razdelitve okrožja ter periodizacije, 1975
- Razmah strokovnega-sindikalnega gibanja na Slovenskem 1918-1922, 1979
- Bojna pot Šlandrove brigade, 1983
- Prve rudarske stavke na Slovenskem (1883-1923) (ob 100-letnici prve in 60-letnici največje stavke slovenskih rudarjev) (soavtor Franc Rozman), 1983
- Praznovanje 1. maja na Slovenskem (soavtorja Franc Rozman in Janez Kos), 1986
- Prispevki za zgodovino sindikalnega gibanja na Slovenskem: od začetkov strokovnega gibanja do Enotnih sindikatov Slovenije (1868-1945), 1989
- Strokovno - sindikalno - gibanje na Slovenskem od leta 1868 do prve svetovne vojne, 1990
- Slovenski parlamentarizem 1927-1929: avtonomistična prizadevanja skupščin ljubljanske in mariborske oblasti za ekonomsko-socialni in prosvetno-kulturni razvoj Slovenije ter za udejanjenje parlamentarizma, 2000
- Razglasitev Domžal za trg leta 1925: ob razstavi v počastitev osemdesetletnice, 2005
- Banski svet Dravske banovine 1930-1935: prizadevanja banskega sveta za omilitev gospodarsko-socialne krize in razvoj prosvetno-kulturnih dejavnosti v Sloveniji ter za razširitev samoupravnih in upravnih pristojnosti banovine, 2006
- Nastanek mestne občine Domžale leta 1952, pomembna prelomnica v upravnem razvoju domžalskega območja : razglasitev Domžal za trg (1925) in za mestno občino, priznanje za velik gospodarski napredek in uspešen razvoj družbenih dejavnosti od sredine 19. stoletja, 2012
- Občina Domžale 1850-2020: značilnosti njenega upravnega razvoja in delovanja : ob sedemdesetletnici nastanka Mestne občine Domžale, 2022 (ur. Cveta Zalokar)